# Nílson Esídio Mora
Nílson Esidio (Santa Rita do Passa Quatro, 19 de novembro de 1965) é um ex-futebolista brasileiro que atuava como atacante.
Nílson, um centroavante negro, alto e magro, biótipo que lhe valeu o apelido de "Nílson Pirulito", destacou-se como goleador em vários clubes brasileiros e de outros países, ganhando fama de "cigano do futebol", por nunca ficar muito tempo numa mesma equipe.

## Carreira
Antes de virar jogador, trabalhou como torneiro mecânico e marceneiro. Após atuar pelo time da usina de cana-de-açúcar onde trabalhava, foi para o Sertãozinho FC, no interior paulista, onde iniciou sua carreira profissional em maio de 1983, marcando dois gols na estreia.
No ano seguinte, serviu o Exército.
Em 1985. jogou por empréstimo pela Sociedade Esportiva Platinense, onde foi campeão da segunda divisão do Campeonato Estadual.
Em 1986, chegou ao XV de Jaú, onde teve o passe comprado na temporada seguinte por 50 mil cruzados. Ainda em 1987, por três meses, disputou o Módulo Azul pela Ponte Preta.
Em 1988, voltou ao XV de Jaú, onde foi o terceiro artilheiro do Campeonato Paulista daquele ano, com 14 gols.
Com o seu passe comprado pelo empresário Juan Figer em 1988, Nílson foi defender o Internacional, pelo qual foi vice-campeão e artilheiro do Campeonato Brasileiro de 1988 com 15 gols. Tornado herói da torcida colorada ao marcar os dois gols na vitória (de virada) do Inter por 2 a 1, no histórico "Grenal do Século", que foi a semifinal da competição, em 12 de fevereiro de 1989. Com sua atuação, foi sondado pelo Barcelona.
Sua situação modificou-se, junto a torcida, quando na semifinal da Taça Libertadores da América de 1989, o Internacional foi desclassificado, com Nílson perdendo dois pênaltis na partida, um no tempo normal, e que poderia dar a vitória e a classificação direta, e outro penal na disputa de pênaltis. Sua passagem pelo Inter durou de setembro de 1988 a julho de 1989.
Na sequência, foi emprestado Celta de Vigo, na Espanha, onde ficou por seis meses e marcou seis gols em onze jogos, no Campeonato Espanhol e Copa do Rei.
Porém, não adaptou-se e voltou ao Brasil, para jogar no Grêmio. Participou da campanha gremista no Brasileirão de 1991, que resultou no rebaixamento à Série B.
Ainda em 1991, foi contratado pela Portuguesa.
Em 1992, jogou no Corinthians por empréstimo. Estreou em 25 de julho, na vitória sobre o Sãocarlense por 2 a 0, em partida válida pelo Campeonato Paulista. 
em 1993 no Flamengo, mas ficou pouco tempo, transferindo-se para o Fluminense no segundo semestre do mesmo ano.
Em 1994 retornou para a Europa, jogando no Albacete Balompié e no Real Valladolid Club de Fútbol na temporada 1994/95.
Em 1995, retornou ao Brasil para jogar no Palmeiras e em 1996, estava no Vasco. Ainda em 1996, foi contratado pelo Club de Fútbol Tigres.
Em 1997, fez parte do elenco do Atlético Paranaense. 
Em 1998, jogou no Sporting Cristal. Pouco tempo depois de sua chegada, marcou três gols na Libertadores, entretanto, não conseguiu evitar que seu time fosse eliminado na fase de grupos da competição. Posteriormente, marcou 14 gols no Apertura e mais 10 no Clausura do Campeonato nacional. Encerrou a sua passagem pelo clube com 28 gols marcados em 21 partidas disputadas.
Em 1998, jogou no Atlético Mineiro.
Em 1999, jogou no Santo André e em 2000 no Universitario do Peru.
Seus últimos clubes, foram: Santa Cruz (2000), Rio Branco (2001), Associação Atlética Portuguesa (2002), Clube Atlético Sorocaba (2003), Flamengo de Guarulhos (2004) e o Nacional, em 2005.

## Títulos
SE Platinense
- Campeonato Paranaense - Segunda Divisão: 1985[4]

Grêmio
- Supercopa do Brasil: 1990

- Campeonato Gaúcho: 1990

Tigres-MEX
- Campeonato Mexicano: 1997

Sporting Cristal
- Campeonato Peruano: 1998

## Prêmios individuais
- Bola de Prata da revista Placar do Brasileirão 1988.[5]